# 王豫民
王豫民(1906年—1984年)，字禄丰，国民革命军将领，山东省昌邑市晴埠村人。

## 生平
曾在昌邑县育秀中学、山东省立第一师范读书。1933年任蒙阴县督学，借视学之机，考察了全县的山川地势，私怀大计，为秦启荣所赏识。1934年经秦启荣介绍在济南加入复兴社，随后奉命辞去督学职务。回昌邑县任第六区小学校长，秘密发展特务势力。1937年冬，秦启荣在临淄组织了国民政府军事委员会别动总队，别动总队任命他为“鲁冀边区第二游击区”司令部中校参谋主任。1938年2月，王尚志派他来昌邑扩充队伍，打起“国民政府军事委员会别动总队鲁冀边区第四梯队”的旗号。同年8月，王尚志率部回昌邑与他会合，他任中校经理处长。1940年5月，“四梯队”被编为“鲁苏战区游击第四纵队”，他任十支队长。1944年2月又升为副司令兼政治部主任。他任军需处长时，为维持地方经济稳定、在经济上与日伪政府对抗，主持印发“昌邑六区兑换券”。并主持创办“四维中学”，亲任董事长。1944年5月，“四纵队”司令部驻地孙正被日军攻破，王尚志被俘后，他以嫡系第十支队为骨干，收罗“四纵队”残部，任司令。7月，“四纵队”改编为“山东挺进军第十五纵队”，他被任命为少将司令。1945年1月，國民政府任命他为“山东省第十七区行政督察公署专员兼保安司令”，同时兼任昌邑县县长。1949年，随中華民國政府遷台。
至台湾后，他经营商业，开办“四维中学”，均中途夭折。晚年联络旧友，为山東文獻雜誌社《山东文献》撰写稿件。1984年病逝台湾。